# Герб Белграда
Герб Белграда (серб. Грб Београда) — официальный символ столицы Сербии, отражающий историческое значение и развитие города. Существует три разновидности герба: малый, средний и большой. Малый герб был создан художником Джорджем Андреевичем Куном в 1931 году. Большой герб был создан в 1991 году, утверждён в 2003.

## Описание

### Малый
Герб представляет собой геральдический щит польской формы, окрашенный в голубой цвет. Нижняя оконечность щита окрашена в красный цвет и символизирует берег реки Дунай. В центре нижней части герба изображён плывущий вёсельный корабль с белыми парусами. Верхнюю часть щита занимает изображение белого замка. Двустворчатые ворота крепости изображены распахнутыми.

### Большой
Геральдический щит изображён на груди белого двуглавого орла с раскинутыми крыльями, с золотыми лапами и клювами. В лапах орёл сжимает зелёную ветвь и серебряный меч. Над головой орла помещена пятизубчатая башенная корона золотого цвета. Под гербом расположены две золотые дубовые ветви с желудями, украшенные несколькими орденами. Двуглавый орел олицетворяет высшую власть, древнюю историю государства. Корона является символом власти.